# 卡特鎮區 (阿肯色州阿什利縣)
卡特鎮區（英語：Carter Township）是位於美國阿肯色州阿什利縣的一個行政鎮區。

## 地方資料
卡特鎮區的面積為215.15平方千米，當中陸地面積為214.39平方千米，而水域面積為0.76平方千米。根據2010年美國人口普查的數據，當地共有人口4412人，而人口密度為每平方千米20.51人。